# 清水学院高等専修学校
清水学院高等専修学校（しみずがくいんこうとうせんしゅうがっこう）は、静岡県静岡市清水区二の丸町58番1号に所在する高等専修学校。学校法人駿河学院が運営している。

## 沿革
- 1996年 - 清水学院実務高等専修学校開校
- 2016年 - 学校法人駿河学院創立30周年を機に学校名を清水学院高等専修学校に改名

## 設置課程・学科
- 全日制課程
- 高等課程　情報教養科

## 特徴
- 科学技術学園高等学校の技能連携校であるため、卒業時に高等学校卒業資格を取得できる。
- 卒業までに多くの資格を取得することができる。
- 社会の常識を学ぶことができる。
- 高等課程の進路は、企業への就職、専門学校・大学への進学など様々である。（企業への就職が過半数を占める）

## 交通アクセス
- JR東海東海道本線清水駅から徒歩約15分。